# Wenzendorf
Wenzendorf là một đô thị thuộc huyện Harburg, bang Niedersachsen, Đức. Đô thị này có diện tích 21,47 km².